# Independence (condado de Calaveras)
Para la localidad con el mismo nombre en el condado de Inyo, véase Independence (California).
Independence es un área no incorporada ubicada en el condado de Calaveras en el estado estadounidense de California. La localidad se encuentra a 802 m sobre el nivel del mar.